# Kudrleho hamr
Kudrlův hamr nebo Hamr na Rejtech se nachází v katastrálním území Trhové Sviny v ulici Rejta v okrese České Budějovice na Svinenském potoce. Areál hamru byl zapsán v roce 1963 do Ústředního seznamu kulturních památek ČR.

## Historie
Hamr se nachází jihozápadně od obce Rejta u Hamerského rybníka na Svinenském potoce. Byl vystavěn v roce 1802 Karlem Schatzlem. Při dražbě 4. října 1847 získal hamr za 1461 zlatých konvenční měny svinenský měšťan Dominik Bušek, který vlastnil Buškův hamr a dodával zboží do železářství v Trhových Svinech. Posledním majitelem hamru z rodu Bušků byl Václav Bušek, který zemřel v roce 1941. Po něm hamr převzal hamerník Martin Kudrle, který byl Buškovým zetěm. Hamr ukončil svoji činnost v roce 1965, poté se stal rekreačním objektem. Část původního vybavení je v expozici Buškova hamru.

## Popis
Dům čp. 225 je zděná budova z lomového kamene postavena na půdorysu obdélníku se sedlovou střechou. Jižní průčelí bylo prolomeno dvěma okny a vchodem s kamenným ostěním. Nad dveřmi je datace 1771.  Na severní straně byl náhon z něhož byla vedena voda na vodní kolo, které hnalo chvostové kladivo. Z hřídele vodního byly poháněny strojní nůžky na stříhání kovu za tepla. Turbína poháněla transmisní hřídel, z níž byla pohybová energie přenášena na generátor, exhaustor pro dmýchání výhní, soustruh a brus.
V roce 1930 v hamru byla tři vodní kola na svrchní vodu, průtok 0,17 m³/s, spád 3 m a výkon 4,3 HP, se třemi ohřívacími pecemi. V roce 1936 byla instalována Francisová turbína.
Hamr vyráběl různé nářadí pro zemědělství a lesnictví. Specialitou byla výroba oracího náčiní a nástroje pro dobývání rašeliny.